# Melanolophia canadaria
Melanolophia canadaria là một loài bướm đêm trong họ Geometridae.

## Hình ảnh

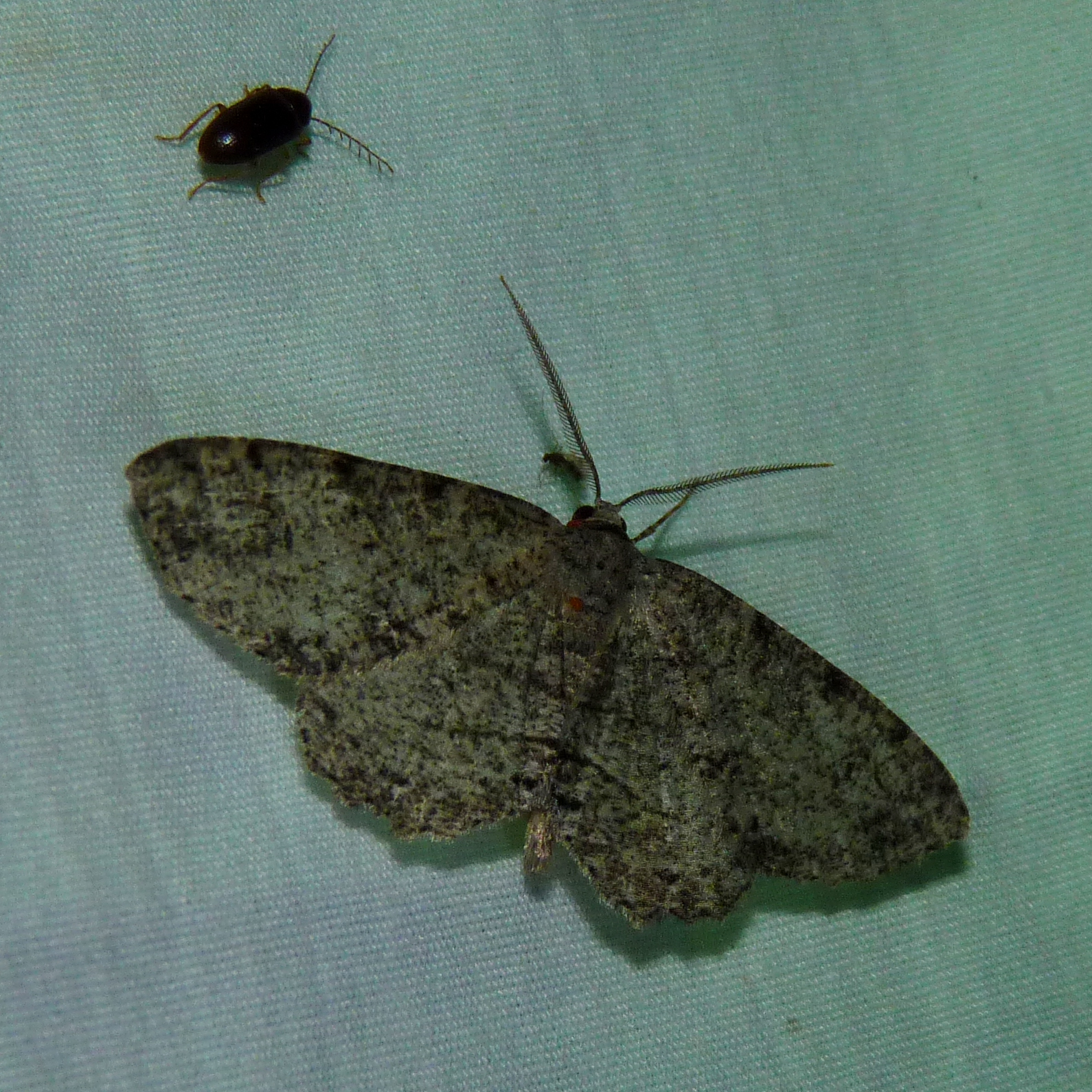